# Cycas multipinnata
Cycas multipinnata — вид голонасінних рослин класу саговникоподібні (Cycadopsida).
Етимологія: від латинського pinnatus — «перисті», із з'єднанням префікса multi- — «багато», посилаючись на складнорозгалужені листові асоціації.

## Опис
Стовбури безстеблеві, 14–25 см діаметром у вузькому місці; 1–2 листків у кроні. Листки темно-зелені, дуже блискучі, завдовжки 200–400 см. Пилкові шишки веретеноподібні, вершкові, завдовжки 25–40 см, 6–8 см діаметром. Мегаспорофіли 11–13 см завдовжки, коричнево-повстяні. Насіння плоске, яйцеподібне, довжиною 25 мм, шириною 21 мм; саркотеста жовта, не вкрита нальотом, товщиною 2 мм.

## Поширення, екологія
Країни поширення: Китай (Гуансі, Юньнань); В'єтнам. Записаний від 200 до 1300 м над рівнем моря. Цей вид росте в закритому вічнозеленому лісі (півтінний мусонний ліс) на вапнякових ґрунтах по дуже крутих схилах.

## Загрози та охорона
Велика частина лісового середовища проживання С. multipinnata була очищена або серйозно деградована. Надмірний збір комерційними дилерами також зробив негативний вплив на популяції. C. multipinnata захищений в англ. Honghe Nature Cycad Reserve та в англ. Xilong Mountain Natural Reserve в провінції Юньнань, Китай.